# インドゥーノ・オローナ
インドゥーノ・オローナ（伊: Induno Olona）は、イタリア共和国ロンバルディア州ヴァレーゼ県にある、人口約1万人の基礎自治体（コムーネ）。

## 地理

### 位置・広がり

#### 隣接コムーネ
隣接するコムーネは以下の通り。
- アルチザーテ
- ブリンツィオ
- ヴァルガンナ
- ヴァレーゼ

### 地震分類
イタリアの地震リスク階級 (it) では、4 に分類される
。

## 行政

### 分離集落
インドゥーノ・オローナには、以下の分離集落（フラツィオーネ）がある。
- Broglio, Dardo, Frascarolo, Motta, Pezza, Pradasott, Olona, San Bernardino, San Cassano, San Paolo, San Pietro, San Salvatore

## 人物

### 著名な出身者
- ルイジ・ガンナ - 20世紀初頭の自転車ロードレース選手、ジロ・デ・イタリア初代総合優勝者。